# Jakarta (DJ)
Jakarta – francuski projekt muzyczny związany z wytwórnią Hypetraxx, w którego skład wchodzą czterej producenci: Danny Wild, Alan Pride, David Kane oraz Dave King. Grupa osiągnęła wielki sukces za sprawą debiutanckiego singla One Desire. Remiksem utworu zajął się duet Mondotek. Singiel popularnością cieszył się głównie w Niemczech, gdzie dotarł do 10. miejsca listy najlepszych singli, we Francji, Belgii, a także w Polsce. Piosenka znajdowała się aż 21 tygodni na francuskiej liście przebojów, z czego najlepszym osiągnięciem była pozycja 5. W Belgii One Desire dotarł aż na miejsce 1. DJ-ami na trasach koncertowych zespołu są Danny Wild oraz Alan Pride.

## Dyskografia

### Albumy
- 2009: TBC

### Single
- 2008: One Desire
- 2009: Superstar
- 2009: Kiss me